# Start→
『Start→』（スタート）は、Silent Sirenの1枚目のオリジナル・アルバム。2013年4月10日にドリーミュージックから発売された。

## 解説
Silent Sirenにとって初のスタジオ・アルバムである。
初回生産限定盤のみ、「Sweet Pop!」「stella☆」「⇒」のMusic Videoと、ドキュメント映像「密着Silent Siren」を収録したDVDと、スペシャルステッカーが封入されている。
このアルバムからキーボード担当に、黒坂優香子(ゆかるん)がメンバーに加わった。
オリコンチャート最高位16位にランクインし、Silent Sirenにとって初めてBEST20にランクインした。

## 収録曲
| #         | タイトル       | 作詞         | 作曲       | 編曲                | 時間  |
| --------- | -------------- | ------------ | ---------- | ------------------- | ----- |
| 1.        | 「Start」      |              | クボナオキ | クボナオキ          | 1:36  |
| 2.        | 「⇒」          | すぅ         | クボナオキ | samfree、クボナオキ | 4:42  |
| 3.        | 「Sweet Pop!」 | すぅ         | クボナオキ | samfree、クボナオキ | 4:08  |
| 4.        | 「URARA」      | すぅ         | クボナオキ | samfree、クボナオキ | 4:31  |
| 5.        | 「ユメオイ」   | すぅ         | クボナオキ | samfree、クボナオキ | 4:37  |
| 6.        | 「ねぇ」       | ひなんちゅ   | samfree    | samfree             | 5:13  |
| 7.        | 「Remember」   | すぅ         | クボナオキ | samfree、クボナオキ | 4:01  |
| 8.        | 「want CHU♡」  | Silent Siren | クボナオキ | samfree、クボナオキ | 4:05  |
| 9.        | 「ずっと…」    | すぅ         | クボナオキ | samfree、クボナオキ | 5:51  |
| 10.       | 「Soda」       | すぅ         | クボナオキ | samfree、クボナオキ | 4:20  |
| 11.       | 「stella☆」    | すぅ         | クボナオキ | samfree、クボナオキ | 4:35  |
| 12.       | 「甘草」       | すぅ         | すぅ       |                     | 2:49  |
| 合計時間: | 合計時間:      | 合計時間:    | 合計時間:  | 合計時間:           | 50:28 |

| #         | タイトル                             | 作詞      | 作曲       | 編曲                | 時間  |
| --------- | ------------------------------------ | --------- | ---------- | ------------------- | ----- |
| 1.        | 「Sweet Pop!」(Music Video)          | すぅ      | クボナオキ | samfree、クボナオキ | 4:14  |
| 2.        | 「stella☆」(Music Video)             | すぅ      | クボナオキ | samfree、クボナオキ | 4:44  |
| 3.        | 「⇒」(Music Video)                   | すぅ      | クボナオキ | samfree、クボナオキ | 4:45  |
| 4.        | 「Silent Siren Document 「Start→」」 |           |            |                     | 27:39 |
| 合計時間: | 合計時間:                            | 合計時間: | 合計時間:  | 合計時間:           | 41:22 |

## 曲解説
CD（初回生産限定盤、通常盤共通）
1. Start
クボナオキ作曲によるインストゥルメンタル曲。
2. ⇒
  - 日本テレビ系『徳井と後藤と麗しのSHELLYが今夜くらべてみました』4月エンディングテーマ
  - TOKYO MX, Music Japan TV『MILKY BUNNY 2700』エンディングテーマ
3. Sweet Pop!
1stシングル曲。
  - テレビ東京『TOKYO Brandnew GIRLS』エンディングテーマ
  - フジテレビ系「生田くん、ハイ!」10月度エンディングテーマ
4. URARA
5. ユメオイ
6. ねぇ
7. Remember
  - 関西テレビ・フジテレビ系『キャサリン三世』エンディングテーマ曲
8. want CHU♡
2012年10月12日に、雑誌「CUTiE」2012年11月号購入者特典として、限定配信された楽曲が初CD化された。
  - 『CUTiE×サイサイ』コラボレーション楽曲
9. ずっと…
10. Soda
11. stella☆
2ndシングル曲。
  - 日本テレビ系『ハッピーMusic』2月エンディングテーマ
  - 日本テレビ系『音龍門』DRAGON PUSH ARTIST #102
  - チヨダ『CEDAR CREST Running』CMソング
12. 甘草

DVD（初回生産限定盤のみ）
1. Sweet Pop! (Music Video)
2. stella☆ (Music Video)
3. ⇒ (Music Video)
4. Silent Siren Document 「Start→」

## クレジット

### Silent Siren
- 吉田菫(すぅ) - Vocal & Guitar
- 山内あいな(あいにゃん) - Bass
- 黒坂優香子(ゆかるん) - Keyboard
- 梅村妃奈子(ひなんちゅ) - Drums